# Champs Fleurs (Grenada)
Champs Fleurs ist eine Siedlung bei Saint David’s im Südosten des Inselstaates Grenada in der Karibik.

## Geographie
Die Siedlung ist eine der nördlichsten Siedlungen im Parish Saint David, weit im Landesinneren und auf ca. 300 m Höhe zusammen mit Vincennes im Gebiet von Windsor Forest.
Der Ort ist über Syracuse mit der Küste verbunden.